# Artemide Zatti
Artemide Zatti (Boretto, 12 ottobre 1880 – Viedma, 15 marzo 1951) è stato un infermiere e missionario italiano naturalizzato argentino; coadiutore salesiano, è stato beatificato il 14 aprile 2002 da papa Giovanni Paolo II e canonizzato il 9 ottobre 2022 da papa Francesco.

## Biografia
Artemide Gioachino Desiderio Zatti nacque a Boretto, in provincia di Reggio Emilia, il 12 ottobre 1880 in una famiglia di umili condizioni, che fu costretta a emigrare in Argentina in cerca di lavoro nel 1897, stabilendosi a Bahía Blanca. Qui il giovane si orientò verso la vita salesiana, trasferendosi a Bernal come aspirante. Assistendo un giovane sacerdote tubercolotico si ammalò a sua volta, fu quindi inviato a Viedma, in Patagonia, a causa del clima più salubre. Su suggerimento del salesiano padre Evasio Garrone chiese a Maria Ausiliatrice la guarigione, impegnandosi a dedicarsi all'assistenza degli infermi.
Guarito, l'8 febbraio 1911 emise la professione perpetua come fratello laico salesiano. Rispettando l'impegno preso rinunciò al sacerdozio, lavorando gratuitamente a tempo pieno come infermiere presso l'ospedale San Giuseppe di Viedma, apprezzato per le sue capacità che lo portarono, alla morte di Padre Garone nel 1913, a diventare vicedirettore e amministratore dell'istituto. A qualunque ora del giorno o della notte era disponibile anche per l'assistenza domiciliare dei malati, specialmente dei più poveri. Nel 1950 si manifestarono i sintomi di un tumore, a causa del quale morì il 15 marzo 1951. Le sue spoglie si trovano nella chiesa di San Giovanni Bosco a Viedma.

## Culto
È stato beatificato il 14 aprile 2002 ed è stato canonizzato il 9 ottobre 2022 da papa Francesco in piazza San Pietro.
Dal Martirologio Romano: "A Viedma in Argentina, beato Artemide Zatti, religioso della Società di San Francesco di Sales, che rifulse per lo zelo missionario e, partito per le impervie regioni della Patagonia, per tutta la vita si dedicò nell'ospedale di quella città con somma generosità, in tutta pazienza e umiltà, alle necessità dei bisognosi."

## Il miracolo per la beatificazione
Ai fini della beatificazione la Chiesa cattolica ha preso in esame la guarigione, avvenuta il 18 aprile 1980, di un giovane salesiano affetto da setticemia generalizzata conseguente ad appendicite purulenta. L'inchiesta diocesana si svolse a Buenos Aires dal 14 aprile al 14 maggio 1998 e fu riconosciuta canonicamente valida il 20 novembre 1998. Dopo il parere positivo della Consulta Medica e dei Consultori teologi, la Congregazione delle cause dei santi dichiarò che la guarigione inattesa e scientificamente inspiegabile del malato era da considerare un miracolo ottenuto per intercessione del Servo di Dio Artemide Zatti. Dopo la promulgazione del decreto relativo, avvenuta il 24 aprile 2001, papa Giovanni Paolo II procedette alla beatificazione in piazza San Pietro il 14 aprile 2002.

## Il miracolo per la canonizzazione
Ai fini della canonizzazione la Chiesa cattolica ha considerato miracolosa la guarigione, avvenuta nelle Filippine l'11 agosto 2016, di un uomo di 64 anni che, accusando sudorazione profusa, vertigini e altri sintomi, fu ricoverato in ospedale, dove gli fu diagnosticato un infarto acuto di ambedue le arterie cerebrali medie, con conseguente voluminosa emorragia. Trasferito in terapia intensiva, non poté essere operato per le ristrettezze economiche della famiglia, e le sue condizioni peggiorarono fino all'emissione di una prognosi infausta. I familiari lo riportarono a casa e, per iniziativa del fratello del malato, coadiutore salesiano, cominciarono a pregare invocando l'intercessione del Beato. Il 22 agosto il moribondo ricevette l'Unzione degli infermi, ma improvvisamente il 24 agosto dichiarò di sentirsi bene e chiese da mangiare, tornando in breve tempo a una vita normale. Dopo l'inchiesta diocesana, la Consulta Medica affermò che la guarigione, rapida, completa e duratura, era scientificamente inspiegabile. I Consultori Teologi dichiararono che si era trattato di un miracolo ottenuto per intercessione del beato Artemide Zatti che, dopo il decreto del 9 aprile 2022, è stato canonizzato da papa Francesco il 9 ottobre dello stesso anno.